# Вечерното шоу на Слави Трифонов
Вечерното шоу на Слави Трифонов е българско вечерно делнично ток шоу с водещ Иво Сиромахов. Предаването стартира на 4 ноември 2019 г. и се излъчва от понеделник до петък от 22:00 ч. по 7/8 ТВ. Първоначален водещ е Слави Трифонов, който след като започва да се занимава с политическа дейност слиза от телевизионния екран. От 16 септември 2024 г. шоуто вече се излъчва с ново разписание - всяка делнична вечер от 21:00 ч.
Записва се всяка делнична вечер в студията на Doli Media Studio в квартал „Левски Г“, София с 16:9 HD качество на картината.
„Вечерното шоу на Слави Трифонов“ е наследник на „Шоуто на Слави“ по bTV и като такова запазва идентични или подобни почти всички елементи – структурата на студиото, сегментите и концепцията на отделните броеве, както и в него отново участва Ку-Ку бенд. Комедийните скечове се играят от актьорите Краси Радков и Мариан Бачев. По-късно се присъединяват Горан Иванов, Антоан Петров и Тодор Башиянов.
Стартът на предаването е и най-гледаната продукция на 7/8 ТВ.

## Сегменти
Предаването се различава от класическата структура на американските късни вечерни ток-шоута заради силната комуникация между водещия и бенда.
Почти напълно следва концепцията на предишното предаване на Трифонов – „Шоуто на Слави“ и отново акцент са коментарите на водещия върху актуалните теми от деня, както и тяхната музикална или актьорска интерпретация. Основно място заемат ежедневните гости от различни сфери на шоубизнеса, културата и политиката като екипът подготвя повече от един гост във всяко предаване – за разлика от „Шоуто на Слави“.

### Специални проекти
- Празнични предавания – като ежедневно ток-шоу предаването продължава практиката екипа на Седем-осми да подготвя специални празнични предавания за големи празници.
- Порасналите деца на Шоуто  – специално издание на предаването, в което гостуват всички деца-изпълнители, станали популярни и започнали кариерата си в „Шоуто на Слави“. Излъчено е на Бъдни вечер – 24 декември 2019 г. Сред участниците в предаването са г-ца Крисия, г-н Андреев, г-ца Тереза, Хасан и Ибрахим Игнатови, Даниела Пирянкова, Симона Иванова, Гергана Тодорова, Диана Чаушева, Сава Чиплич, Вяра Райчева и вокален ансамбъл „Фортисимо“.

### Рубрики
- Вечерта на актьорите – продължение на „Актьорската вечер“ от Шоуто на Слави. Рубриката се излъчва всеки понеделник от 18 май 2020 г., като преди това е отделена в собствено предаване със същото име. Излъчва се до есента на същата година.
- Златната рибка – водещи на рубриката са Слави Трифонов и Краси Радков. Зрителите могат да изпращат свои въпроси, желания и предизвикателства към Слави, Краси, бенда и екипа на шоуто, а те ги изпълняват по телевизията. Рубриката се излъчва от 24 март 2020 г., всяка вечер. От 20 май се излъчва всяка сряда. Последният епизод на рубриката е излъчен на 24 февруари 2021 г.
- Мис Левски Г – конкурс за красота, който започва от 24 до 28 февруари 2020 г., с кастинг, в който участват всички записали се за участнички. Същинската част на конкурса започва на 4 юни, като се излъчва всеки четвъртък и петък. В нея участват избраните от журито 15 участнички, като всяка седмица им се поставят различни задачи. Членове на журито са Слави Трифонов (от 16 до 24 юли заменен от Краси Радков), Камен Воденичаров и Иво Сиромахов. Победителка е Дора Симеонова.
- Star Reporters – репортерът Борислав Борисов представя интервюта с популярни светски личности, след което ги коментира с водещия. Често видеата са имали своята премиера преди това в каналите на Star Reporters в платформите за видеосподеляне. Излъчва се от ноември 2019 г. до април 2020 г., а от 25 юли се излъчва отделно всяка събота с повторение в неделя по 7/8 ТВ.
- Зловинарник – продължение на рубриката „Новинарник“ от „Шоуто на Слави“. Представлява комедиен анимационен вариант на новините от България и света.
- Българи, достойни за уважение – продължение на рубриката „Достойни за уважение“ от „Шоуто на Слави“. В нея в предаването гостуват хора, направили живота на някого друг по-добър.

## Ку-ку бенд
- Илия Илиев-Професора – кларинет
- Евгени Йотов – саксофон
- Евгени Димитров – Маестрото – клавишни
- Кристиан Илиев – клавишни
- Цветан Недялков – соло китара
- Николай Арабаджиев-Шерифа – ритъм китара
- Георги Милчев-Годжи – бас китара
- Йордан Йончев-Гъмзата – тромпет
- Николай Тошев – барабани
- Рейди Бризуела – перкусии

## Бивши членове
- Венелин Венков – ударни
- Иван Стоянов  – ритъм китара
- Невена Цонева – вокал

## Бек вокали (2025-)
- Борис Солтарийски – вокал
- Лилия Стефанова – вокал
- Нора Караиванова – вокал

## Балет „Магаданс“ (2003-)
- Нели Желева (2004-)
- Камелия Михайлова (2003-)
- Мария Иванова (2003-2013, 2021-)
- Юлиана Йончева (2011-)
- Стела Ангелова (2005-2011, 2016-)
- Биляна Илиева (2014-)
- Ирина Стоименова (2013-2015, 2021-)
- Георгина Коева (2001-2003)
- Вержиния Ванева (2020-)

## Бивши членове
- Ива Неделчева (2018-2022)
- Ралица Ламбова (2020-2022)